# أبو بكر تامبادو
أبو بكر تامبادو (بالفرنسية: Aboubacar Tambadou)‏ (16 يناير 1987 بباماكو في مالي - ) هو لاعب كرة قدم مالي في مركز الوسط. شارك مع منتخب مالي لكرة القدم. أما مع النوادي، فقد لعب مع المستقبل الرياضي بالمرسى والملعب المالي وريال باماكو ونادي الملعب التونسي ونادي نجران.

## روابط خارجية
- أبو بكر تامبادو على موقع قاعدة بيانات كرة القدم.إي يو (الإنجليزية)
- أبو بكر تامبادو على موقع ناشيونال فوتبول تيمز (الإنجليزية)
- أبو بكر تامبادو على موقع Soccerway.com (الإنجليزية)